# Madonna col Bambino tra i santi Marco e Luca
La Madonna col Bambino tra i santi Marco e Luca è un dipinto del pittore veneziano Tintoretto realizzato circa nel 1571-1572 e conservato al museo Gemäldegalerie di Berlino in Germania.

## Descrizione
Il dipinto presenta una serie di elementi iconografici abbastanza inconsueti nella pittura veneta del Cinquecento. Inoltre il fatto che la precisa provenienza sia ignota non ci aiuta ad interpretarlo attraverso le possibili esigenze della committenza. Il dipinto risulta acquistato a Venezia nel 1841 da un antiquario ma non risultando descritto in nessuna delle numerose guide veneziane storiche si può supporre che provenga sì dalle spoliazioni napoleoniche ma di qualche istituzione in una diversa città del dominio. Rimane pertanto soltanto indicativa la nota d'archivio che lo definisce proveniente da una qualche chiesa di Verona. 
La composizione è decisamente differente dagli esiti di Tintoretto a quell'epoca: nella pala della Madonna col Bambino e i santi Cecilia, Marina, Teodoro, Cosma e Damiano ora all'Accademia la disposizione dei personaggi è nettamente asimmetrica. In questo caso ritorna alla "primitiva" impostazione simmetrica, come quella della più giovanile pala con San Marziale in gloria tra i santi Pietro e Paolo della chiesa di San Marziale. Non solo, qui come nel precedente citato, viene eliminata la connotazione terrestre: la Vergine e i santi stanno tutti in uno spazio definito dalle nuvole, meno luminoso verso la base che nella parte superiore e centrale – come d'uso – ma sempre con tutte le figure inserite in un ambito celeste, coinvolte nella medesima visione.
Oltre a questo è particolare la figura di Maria seduta tra le nuvole col Bambino in braccio, ma come la donna dell'Apocalisse incoronata di stelle da due angioletti – dipinti come rotanti attorno al suo capo nei loro singolari vestimenti leggeri – e con sotto ai piedi una mezzaluna. La mezzaluna che, pur iconograficamente antico attributo della sua purezza, diverrà invece simbolo diffuso e inscindibile dell'Immacolata concezione solo nel secolo successivo. Una mezzaluna il cui bordo esterno continua sottile e quasi invisibile fino a cingere la Madonna come un'arcaica mandorla dissimulata nel bagliore che ricorda nuovamente la «donna vestita d'oro» narrata da Giovanni.
Questo recupero di attributi iconografici di origine medievale, o se si vuole bizantina dato l'ambito veneziano, in una pittura tardo rinascimentale possono riferirsi alla presenza di Luca, ritenuto storicamente l'autore della prima icona della Madonna, come a ricordarne l'autenticità del ritratto della Vergine.
Marco e Luca sono seminudi come i due santi della pala di San Marziale e – accostati ai loro simboli viventi –  tengono i loro libri aperti tra le ginocchia mentre guardano verso punti indefiniti, come a cercare la rivelazione per i loro scritti. Ma la scelta di presentare soltanto questi due evangelisti risulta piuttosto poco convenzionale. L'unico altro esempio sufficientemente noto in ambito veneto è la tela del 1537 di Domenico Campagnola Madonna col Bambino in trono tra i santi Marco e Luca e i martiri innocenti, santa Giustina battezzata da san Prosdocimo, i santi Antonio da Padova e Daniele, un monaco e due sante, (Musei degli Eremitani, Padova). Se nei due casi la collocazione a destra, sul posto d'onore, di Marco rimane allusivo al patronato della dominante, ed in effetti dettaglio notabile è che Gesù Bambino sia rivolto in atteggiamento benedicente verso Marco, invece nel dipinto padovano il ruolo di Luca appare più consono nel suo gesto di offrire a Maria la protezione della città di Padova, dove sono conservate le sue spoglie. 
Alla fin fine, in mancanza della collocazione originaria della pala berlinese, viene da aggiungere l'ipotesi che sia stata commissionata da qualcuno in qualche modo correlato a Padova oltre a quella più semplice che i santi siano eponimi della committenza.